# Canada ai Giochi della XVIII Olimpiade
Il Canada partecipò ai Giochi della XVIII Olimpiade, svoltisi a Tokyo dal 10 al 24 ottobre 1964, con una delegazione di 115 atleti impegnati in 16 discipline per un totale di 92 competizioni. Il portabandiera alla cerimonia di apertura fu il tiratore Gilmour Boa, alla sua quarta Olimpiade.
Il bottino della squadra fu di quattro medaglie: una d'oro, due d'argento e una di bronzo.

## Medagliere

### Per discipline
| Sport            | Oro | Argento | Bronzo | Totale |
| ---------------- | --- | ------- | ------ | ------ |
| Canottaggio      | 1   | 0       | 0      | 0      |
| Atletica leggera | 0   | 1       | 1      | 0      |
| Judo             | 0   | 1       | 0      | 0      |
| Totale           | 1   | 2       | 1      | 0      |

### Medaglie
| Medaglia | Atleta                          | Sport            | Evento                   |
| -------- | ------------------------------- | ---------------- | ------------------------ |
| Oro      | George Hungerford Roger Jackson | Canottaggio      | Due senza maschile       |
| Argento  | William Crothers                | Atletica leggera | 800 metri piani maschili |
| Argento  | Doug Rogers                     | Judo             | +80 kg maschile          |
| Bronzo   | Harry Jerome                    | Atletica leggera | 100 metri piani maschili |

## Risultati

### Pallacanestro
| Atleta | Classifica |
| --- | ---------- |
| V · D · M Nazionale canadese - Pallacanestro ai Giochi della XVIII Olimpiade 4 Richman · 5 J. Stulac · 6 Howson · 7 Maguire · 8 Hartley · 9 Reynolds · 10 Birtles · 11 Goldring · 12 Ingaldson · 13 McKibbon · 14 Dacyshyn · 15 G. Stulac · All. Ruby Richman | 14°        |
| Nazionale canadese - Pallacanestro ai Giochi della XVIII Olimpiade |            |
| 4 Richman · 5 J. Stulac · 6 Howson · 7 Maguire · 8 Hartley · 9 Reynolds · 10 Birtles · 11 Goldring · 12 Ingaldson · 13 McKibbon · 14 Dacyshyn · 15 G. Stulac · All. Ruby Richman                                                                              |            |